# 왕신
왕신(王信, ?~926년)은 왕평달(王平達)과 본처(本妻)의 아들이자 고려(高麗) 초기(草記)의 호족(豪族)이며 태조 왕건(太祖 王建)의 사촌동생(四寸東甥)이고 고려(高麗)의 왕족(王族)이다. 본관은 개성(開城)

## 생애
925년 10월 왕건(王建)이 후백제(後百濟) 견훤(甄萱)과의 조물성(曹物城) 전투 뒤에 화의를 맺을 때 왕건(王建)의 사촌 동생으로서 후백제(後百濟)에 인질로 보내졌다. 다음해에 견훤(甄萱)의 조카 진호(眞虎)가 고려(高麗)에서 죽자 견훤(甄萱)이 옥에 가두었다가 죽이고 고려(高麗)에 쳐들어왔다. 927년 1월 시신이 고려(高麗)에 보내지자, 그의 동생 왕육(王育)이 맞아들였다. 왕건은 930년 원당(願堂)으로 안화선원 (安和禪院) 뒤의 안화사를 창건하였다.

## 가계
- 조부 : 의조(懿祖)
- 조모 : 원창왕후(元昌王后) 
  - 아버지 : 왕평달(王平達)
  - 어머니 : 미상(未詳)[1]
    - 형 : 왕식렴(王式廉, ?~949)
    - 형수 : 미상(未詳)[2]
    - 문신 : 왕신(王信)
    - 부인 : 미상(未詳)[3]
      - 자녀 : 왕씨(王氏)[4]

    - 동생 : 왕육(王育)
    - 제수씨 : 미상(未詳)[5]

## 대중 문화속에 나타나는 왕신
- 《태조 왕건》(KBS, 2000, 배우 : 김광영)

## 참고 문헌
- 《고려사》(高麗史)
- 《고려사절요》(高麗史節要)
- 《고려 태조(高麗太祖)의 후삼국통일연구(後三國統一硏究)》(문경현, 형설출판사, 1987)

1. ↑  모친(母親)의 이름은 미상(未詳)이다.
2. ↑  형수(兄嫂)의 이름은 미상(未詳)이다.
3. ↑  아내(阿內)의 이름은 미상(未詳)이다.
4. ↑  
자녀(子女)의 이름은 미상(未詳)이다.
5. ↑  아내(阿內)의 이름은 미상(未詳)이다.